# Gospodar prstenova: Povratak kralja
Gospodar prstenova: Povratak kralja (eng. The Lord of the Rings: The Return of the King) fantastični je pustolovni film Petera Jacksona iz 2003. temeljen na trećem dijelu knjige J.R.R. Tolkiena Gospodar prstenova koji zaključuje istoimenu filmsku trilogiju.
Kako Sauron započinje posljednju fazu pokoravanja Međuzemlja, čarobnjak Gandalf i Kralj Theoden od Rohana udružuju snage kako bi zaštitili glavni grad Gondora, Minas Tirith od ove prijetnje. Aragorn konačno mora preuzeti kraljevski tron Gondora pa okuplja vojsku duhova kako bi porazio Saurona. Na kraju, iako pod punom spremom, shvaćaju da ne mogu pobijediti; sve spada na hobite Froda i Sama koji se sami moraju suočiti s težinom Prstena i Gollumovom izdajom, kako bi uništili Prsten u Mordoru.
Objavljen 17. prosinca 2003., Gospodar prstenova: Povratak kralja postao je jedan od kritički i financijski najuspješnijih filmova svih vremena. Osvojio je svih 11 Oscara za koje je bio nominiran, čime se izjednačio s ostala dva rekordera, filmovima, Titanic i Ben-Hur. Između ostalih, osvojio je Oscara za najbolji film kao prvi fantastični film kojem je to pošlo za rukom.

## Radnja
Film počinje s flashbackom s pričom kako je Deagol pronašao Jedinstveni Prsten te kako ga je Smeagol ubio zbog njega, nakon čega se pretvorio uGolluma. Priča se nakon toga vraća u sadašnjost s Gollumom koji vodi Froda i Sama u Minas Morgul. Aragorn, Legolas, Gimli, Gandalf, Theoden i Eomer se sastaju s Merryjem, Pippinom i Drvobradašom u Isengardu, koji je sada pod kontrolomEnta. Odlučuju se vratiti u Edoras kako bi isplanirali svoj sljedeći potez. Nakon što je znatiželjni Pippin pogledao u palantir, Sauronovu crnu kuglu, Gandalf shvaća kako Sauron planira napasti Minas Tirith, glavni grad kraljevstva Gondor, pa odlazi tamo s Pippinom. U Rivendellu, Arwen ima viziju svog sina kojeg je dobila s Aragornom pa odlučuje ne otići na zapad i nagovara Elronda da iskuje mač, Narsil, koji je davno odsjekaoPrsten sa Sauronova prsta. Sam načuje Gollumove izdajničke planove.
Gandalf i Pippin stižu u Minas Tirith i pronalaze vladara Denethora kako tuguje nad Boromirom, a Pippin mu se zaklinje na odanost jer mu je Boromir spasio život. Svjedoče i velikom svjetlosnom signalu iz Minas Morgula, gdje Frodo, Sam i Gollum ugledaju Kralja vješca kako raspoređuje svoju ogromnu i snažnu vojskuorka, nagovještavajući rat. Hobiti i Gollum počinju se uspinjati stubama u blizini. Vojska Morgula protjerava Gondorijance iz Osgiliatha, a Faramir je prisiljen odjahati kako bi vratio grad, na zapovijed svog malodušnog oca. Pokraj Minas Morgula, Gollum nagovara Froda da pošalje Sama kući uvjeravajući ga da želi Prsten za sebe. Na Gandalfov zahtjev, Pippin zapali prvu signalnu vatru Edorasu, upozoravajući Theodena i Rohirrima da odu u Dunharrow kako bi se pripremili za rat. Za vrijeme priprema u Dunharrowu, Aragorn se sastaje s Elrondom, koji budućem Kralju predstavlja novoiskovani mač, Anduril. Nakon toga Aragorn s Legolasom i Gimlijem odlazi na Staze mrtvih kako bi zatražio pomoć proklete Vojske mrtvih. Theoden odlazi u rat sa šesto konjanika, nesvjestan da su Eowyn i Merry dio vojske.
Snage Morgula, sastavljene većinom od orka, započinju opsadu Minas Tiritha. Razmjenjuju se projektili, dok Kralj vještac i ostali Crni Jahači također počinju svoj napad. Upadaju u grad koristeći ogromnog ovna. Gondorijanci daju sve od sebe kako bi zadržali orke, ali pretrpljuju katastrofalne gubitke te su prisiljeni povući se na drugu razinu grada. U isto vrijeme, Gollum izdaje Froda ogromnom pauku Shelobu, koji ga ubada. Sam se vraća, i u kratkoj ali žestokoj bitci, uspijeva raniti pauka i natjerati ga da se povuče. Gollum je nestao. Sam vjeruje da je Frodo mrtav, ali nakon što su orke došle po Froda, on načuje da je još živ.
U Minas Tirithu, Denethor je poludio i priprema lomaču za sebe i onesviještenog Faramira. Pippin uhvati ovaj prizor krajičkom oka i upozori Gandalfa, koji pokušava skupiti razbježale vojnike. Gandalf se vraća s Pippinom kako bi zaustavio luđački čin. Na putu, Kralj vještac im zablokira put svojom zvijeri i razbija Gandalfov štap. Stiže Theoden i njegovi konjanici te počinju napadati napredujuće orke, ubivši ih na tisuće. Kralj vještac odlazi kako bi se obračunao s nadolazećim konjanicima, puštajući Gandalfa i Pippina da prođu u tvrđavu. Spašavaju Faramira, ali unatoč Gandalfovim pokušajima, Denethor zapaljuje sam sebe i istrči iz hrama, pavši s proplanka na grad. Rohanski konjanici potukli su orke koje se pripremaju povući u Osgiliath te se pripremaju osigurati Minas Tirith, ali stižu mamuti i Kralj-vještac. Konačno stiže i Aragorn s nemrtvima na zarobljenim brodovima i pridružuje se bitci protiv orka i mamuta, dok Eowyn i Merry ubijaju Kralja-vješca. Theoden umire od ozljeda zadobivenih tijekom bitke, a Aragorn ispunjava zakletvu Mrtve vojske, otpustivši ih od njihovog prokletstva.
Sam spašava Froda iz Cirith Ungola, koji je većinom prazan zbog bitke, pa njih dvojica nastavljaju dugi put prema Kletoj gori. Gandalf shvaća da 10 000 orka stoji između Froda na Cirith Ungolu i Klete gore. Aragorn predvodi preostale vojnike na Crne Dvere kako bi odvukao pozornost orka s Froda. Sam nosi slabog i očajnog Froda na Kletu goru, ali ih napada Gollum. Sam i Gollum započinju bitku, davši Frodu vremena da ode do vulkana. Kod vulkana, Frodo, umjesto da baci Prsten u lavu, podliježe njegovoj moći i stavlja ga, nestajući s mjesta. Gollum ulazi u komoru, ostavivši onesviještenog Sama, i skoči na nevidljivog Froda. Zagrize Frodov prst i odgrize Prsten s njega. Frodo nasrne na njega kako bi vratio prsten, a obojica padaju s ruba. Gollum pada u lavu dok se Frodo uspijeva zadržati na rubu litice. Sam spašava Froda dok Prsten konačno tone u lavu i biva uništen, pokrenuvši ogromnu erupciju. Barad-dûr se urušava, orci bivaju ubijeni u seriji potresa. Frodo i Sam su nasukani i okruženi lavom sve dok Gandalf ne stiže s Orlovima. Bude se u Minas Tirithu, našavši se sa svojim prijateljima.
Aragorna okrunjuju za Kralja, nagovještavajući novo doba mira, te se on ponovno susreće s Arwen. Svi mu se klanjaju, ali kada mu se počnu klanjati hobiti, zaustavlja ih, rekavši "Prijatelji moji, vi se ne morate klanjati nikome." Cijeli se skup tada pokloni hobitima, slijedeći Aragornov primjer. Hobiti se vraćaju u Shire, gdje Sam oženi Rosie Cotton. Frodo, završivši priču o Gospodaru prstenova i još iscrpljen od zadatka nosača Prstena, odlučuje napustiti Međuzemlje s Gandalfom,Bilbom i Galadriel u Grey Havens, ostavljajući svoj dio priče Samu, koji nastavlja mirni obiteljski život.

## Glavne uloge
- Elijah Wood - Frodo Baggins: Hobit koji nastavlja zadatak da uništiPrsten, koji ga nastavlja mučiti.
- Sean Astin - Samwise "Sam" Gamgee: Frodov odani pratilac.
- Viggo Mortensen - Aragorn: Konačno se mora suočiti sa svojom sudbinom kao Kralj Gondora.
- Ian McKellen - Gandalf: Čarobnjak koji putuje kako bi pomogaoLjudima Gondora.
- Dominic Monaghan - Meriadoc "Merry" Brandybuck: Hobit koji postaje rohanski štitonoša.
- Billy Boyd - Peregrin "Pippin" Took: Hobit koji postaje gondorski štitonoša.
- Orlando Bloom - Legolas: Vilenjak strijelac i jedan od Aragornovih najboljih prijatelja.
- John Rhys-Davies - Gimli: Patuljak ratnik koji nastavlja svoje prijateljsko rivalstvo s Legolasom
- Andy Serkis
  - posuđuje glas Gollumu: Bivše biće nalik hobitima i Frodov i Samov vodič u Mordor, iako ih namjerava izdati. Na početku filma prikazuje se njegov život kao Smeagol i kako je ubio svog prijatelja Deagola radi Prstena i tako se osudio na vječnu samoću.
  - Smeagol
  - Kralj vještac (glas)
- Bernard Hill - Kralj Theoden: Kralj Rohana. Priprema svoje trupe za Bitku na Pelennorskim poljima.
- Miranda Otto - Eowyn: Theodenova nećakinja koja se želi dokazati u bitci.
- Karl Urban - Eomer: Eowynin brat i zapovjednik rohanskih konjanika.
- Hugo Weaving - Elrond: Vladar Rivendella koji mora ohrabriti Aragorna da preuzme tron.
- Liv Tyler - Arwen: Elrondova kćer koja je zaljubljena u Aragorna. Postaje bolesna od tuge.
- David Wenham - Faramir: Vođa Gondorskih graničara koji brane Osgiliath.
- John Noble - Denethor: Upravitelj Gondora i Faramirov otac. Poludio je i izgubio svaku nadu.
- Bruce Hopkins - Gamling: Član Kraljevske garde i Theodenova desna ruka.
- Paul Norell - Kralj Mrtvih: Prokleti vođa Mrtvih od kojih Aragorn traži pomoć.
- Lawrence Makoare:
  - Kralj vještac: Gospodar orka, predvodi mordorški napad na Minas Tirith.
  - Gothmog: Vođa orka. (Glas: Craig Parker)
- Ian Holm - Bilbo Baggins: Frodov ujak koji je spreman za posljednju pustolovinu.
- Cate Blanchett - Galadriel: Suvladarica Lothloriena. Svjesna je da je vrijeme Vilenjaka došlo kraju.
- Sarah McLeod - Rosie Cotton: Djevojka u koju je Sam zaljubljen.
- Sean Bean - Boromir: Faramirov brat, prikazan u flashbacku iz filma Gospodar prstenova: Prstenova družina tijekom Denethorove halucinacije samo u Extedned-Cut izdanju).

## Usporedba s izvornikom
Film sadrži neke veće dijelove romana Gospodar prstenova: Dvije kule koji se nisu pojavili u filmu Gospodar prstenova: Dvije kule, kao što je onaj dio sa Shelobom. Sarumanovo ubojstvo od strane Grime (koje se može vidjeti samo na produženoj verziji na DVD-u) je premješteno u posjet Isengardu. U filmu, Saruman ispušta palantir, dok ga u knjizi Grima baca na Družinu, nesvjestan njegove vrijednosti. Cijeli prizor sa Shelobom odvija se na kraju Dvije kule, a ne na početku Povratka kralja.
Denethor, vladar Gondora, bio je mnogo tragičniji lik u knjizi. Film ga prikazuje tek kako tuguje zbog Boromirove smrti, kako ignorira Sauronove prijetnje te kako je poludio nakon Faramirove ozljede.
Arwen zatvara krug nesigurnosti u trilogiji dvojbom treba li napustiti Međuzemlje ili ostati s Aragornom. Također se razbolijeva što konačno uvjerava Elronda da iskuje Narsil i tako ispuni Aragornovu sudbinu da postane kralj Gondora (u knjizi je Elrond ponovno iskovao mač prije nego što je Družina napustila Rivendell). U vrijeme kad je Theoden okupljao vojsku, Aragorn je već otišao na Staze mrtvih; to je u filmu odgođeno jer Aragorn isprva ne želi biti kralj. U knjizi se s njim u Dunharrowu sastaju Elrondovi sinovi kako bi mu predali mač, dok su u filmu oni odsutni pa tamo odlazi sam Elrond.
Promijenjena je i bitka na Pelenorkim poljima. Faramir ne odlazi u samoubilačku misiju, a opsada Osgiliatha je pojednostavljena. Generali kao što su Forlong i Imhrail također su odsutni, ostavljajući Gandalfu zapovjedništvo. U knjizi orke ne ulaze u grad. Kralj vještac ulazi i drži se po strani prije Rohirrimova dolaska, dok u filmu orke upadaju u grad nakon što je ovan razbio vrata. U produženoj verziji, konforntacija se događa dok Gandalf juri kako bi spasio Faramira. Prisutnost Eowyn na bojištu je nepoznata sve dok ne skida svoju kacigu, dok je u filmu publika toga svjesna, zbog medijskih razlika između filma i knjige. U knjizi Theodenov govor drži Eomer, nakon što je naišao na svog umirućeg ujaka i ranio sestru na bojištu.
Raskid Frodova i Samova prijateljstva, zbog Gollumovih spletki, ne događa se u knjizi, ali su scenaristi to ipak ubacili kako bi dodali malo dramatičnosti i kompleksnosti Frodovu liku. U filmu Frodo sam ulazi u Shelobinu jazbinu, dok u knjizi on i Sam ulaze zajedno. Ovo je učinjeno kako bi se scena učinila malo strašnijom jer je Frodo sam, a Sam ga spašava u zadnji čas. Osim toga, u filmu ne znamo da Sam ima prsten sve dok ga ne vraća Frodu, dok u knjizi čitatelji znaju da Sam ima prsten. Scenaristi su prepravili u Gollumov pad u lavu Klete gore jer su mislili kako je Tolkienova originalna ideja (Gollum se jednostavno posklizne i padne) bila neuzbudljiva. Originalna ideja je čak bila da Frodo herojski gurne Golluma s litice i uništi njega i Prsten, ali produkcijska ekipa je zaključila kako bi ispalo da Frodo ubija Golluma. Kao rezultat svega, Frodo i Gollum su se potukli za Prsten. Nakon toga obojica nesretno padaju s ruba i uništavaju Prsten.
Dvije su promjene u Bitci kod Crnih Dveri: Merry u knjizi nije prisutan ondje, a Pippin ne ubija trola kao što to čini u romanu. Planirana je i veća promjena: Sauron je trebao sam doći u fizičkom obliku kako bi se obračunao s Aragornom, kojeg bi spasilo uništenje Prstena. Jackson je shvatio da bi to zasjenilo Aragornovo herojstvo u skretanju pažnje Sauronove vojske unatoč njihovoj brojčanoj premoći, pa je u završnoj verziji filma kompjuterski stvoren trol prikazan preko Saurona.

## Reakcije

### Kritike
Film je, prema critictop10.net, proglašen filmom godine. Filmom godine proglasili su ga kritičari kao što su Lisa Schwarzbaum iz Entertainment Weekly, Richard Corliss iz Timea, Joe Morgenstern iz Wall Street Journala i James Bernardinelli iz Reelviewsa.
Povratak kralja je zaradio najviše kritika zbog svojeg trajanja, posebno epiloga. Joe Siegel iz Good Morning America, napisao je u svojoj recenziji filma: "Da mu nije trebalo 45 minuta da završi, bio bi moj najbolji film godine. Kao takav, to je jedno od najvećih dostignuća u filmskoj povijesti." Bilo je i kritika na račun pojavljivanja Vojske mrtvih, koja je rapidno završila Bitku na Pelennorskim poljima.
U veljači 2004., nekoliko mjeseci nakon premijere, film je završio na 8. mjestu u izboru Najboljih filmova svih vremena časopisa Empire.

### Box office
Studio New Line Cinema objavio je kako je film prvog dana prikazivanja zaradio 34,5 milijuna dolara - tadašnji rekord među filmovima objavljenima u srijedu, sve do Spidermana 2, koji je zaradio 40,4 milijuna. Dok je Povratak kralja objavljen oko Božića, Spiderman 2 je premijerno prikazan usred ljeta.
Konačna zarada u Sjevernoj Americi bila je 377 milijuna dolara, a ukupna u svijetu 1,1 milijarda dolara. Bio je to tek drugi film u povijesti čija je zarada premašila milijardu dolara (prvi je bio Titanic iz 1997.), ali sada je treći nakon što ga je prestigao Avatar Jamesa Camerona.

### Nagrade
27. siječnja 2004. film je bio nominiran za jedanaest Oscara, uklujučujući Oscare za najbolji film, režiju, adaptirani scenarij, originalni glazbeni broj, pjesmu, vizualne efekte, scenografiju, kostime, šminku, zvuk i montažu. 29. veljače film je osvojio svih 11 Oscara za koje je bio nominiran. Tako se pridružio filmovima Ben-Hur i Titanic po broju osvojenih Oscara.
Međutim, nitko od glumačke postave nije primio nominacije za glumu, prvi film poslije Hrabrog srca 1995. Film je bio prvi iz žanra fantastike koji je osvojio Oscar za najbolji film te drugi nastavak koji je osvojio tu nagradu; prvi je bio Kum II. Osim toga, bio je to i prvi film i treći dio trilogije koji je osvojio Oscara za najbolji film.
Film je osvojio četiri Zlatna globusa, tri BAFTA-e, dvije MTV-jeve filmske nagrade, dva Grammyja, devet nagrada Saturn (između ostalog i onu za najbolje specijalno DVD izdanje) i nagradu Hugo.

## Vanjske poveznice
- Službena stranica filmske trilogije
- Gospodar prstenova: Povratak kralja u internetskoj bazi filmova IMDb-a
- Gospodar prstenova: Povratak kralja na Rotten Tomatoes